# Grafen
Grafén je trdna snov, sestavljena iz čistega ogljika, kjer so atomi razporejeni v vzorec pravilnih šestkotnikov podoben grafitu, vendar z debelino enega atoma. Je zelo lahek, masa kosa grafena s površino enega kvadratnega metra je le 0,77 miligrama.
Grafen velja za eno najpomembnejših odkritij na področju kvantno mehanskih pojavov v tem stoletju.
Grafen je alotrop ogljika s strukturo ene ravninske tanke ploščice s povezanimi ogljikovimi atomi v molekulski razvrstitvi sp2, ki so na gosto nagneteni v kristalno mrežo v obliki satovja. Izraz grafen je skoval Hanns-Peter Boehm kot kombinacijo besede grafit in pripone -en. Leta 1962 je opisal enoplastne ogljikove folije. Grafen si lahko najlaže predstavljamo kot žično ograjo v atomskem merilu, sestavljeno iz ogljikovih atomov in njihovih vezi. 
Dolžina vezi med sosednjima ogljikoma v grafenu je približno 0,142 nanometra. Grafenske ploščice so nagrmadene v obliki grafita z razmikom med ravninami 0,335 nm. Grafen je osnovni strukturni element nekaterih ogljikovih alotropov, npr. grafita, oglja, ogljikovih nanocevi in fulerenov. Imamo ga lahko za neskončno veliko aromatsko molekulo, mejni primer družine ravnih policikličnih aromatskih ogljikovodikov.
Analog grafena, sestavljen iz silicija, se imenuje silicen.
Leta 2010 so za raziskave dvorazsežnih grafenov podelili Nobelovo nagrado za fiziko Andreu Geimu in Konstantinu Novoselovu z Univerze v Manchestru. Raziskovalci grafenov pod vodstvom profesorja Jarija Kinareta s Chalmersove tehniške univerze so leta 2013 od Evropske unije prejeli podporo ene milijarde evrov. Ta pobuda o raziskovanju grafenov vključuje več kot 100 raziskovalnih skupin s 136 glavnimi raziskovalci, med njimi so tudi štirje Nobelovi nagrajenci.

## Opis
Ena od definicij grafenov podana v enem od zadnjih poročil o grafenih je:
Grafen je ravna enojna plast ogljikovih atomov tesno zloženih v dvorazsežno satasto mrežo in je osnovni gradbeni blok za grafitne materiale vseh drugih razsežnosti. Lahko se ovije v ničrasežne fulerene, zvije v enorazsežne nanocevke ali zloži v trirazsežni grafit.
Predhodna definicija je:
Enojna ogljikova plast grafitne strukture je lahko končni član niza naftalena, antracena, koronena, ipd.; izraz grafen pa se lahko rabi za označitev posameznih ogljikovih plasti v grafitnih vrinjenih spojinah. Izraz »grafitna plast« je mišljena tudi za splošno izrazje ogljikov.
Tehnološki priročnik IUPAC navaja: »predhodno so se opisi, kot so grafitne plasti, ogljikove plasti ali ogljikove ploščice rabili za izraz grafen - za enojno plast je nepravilno rabiti izraz, ki vsebuje izraz grafit, kar bi pomenilo trirazsežno strukturo. Izraz grafen naj se rabi le, kadar se obravnavajo reakcije, strukturne povezave ali druge značilnosti posameznih plasti.« V tem oziru je grafen pomenil neskončno alternativo (le šestčlanskemu ogljikovemu obroču) policikličnemu aromatskemu ogljikovodiku (PAN). Največjo znano izolirano molekulo te vrste sestavlja 222 atomov in je široka 10 benzenskih obročev.:1424 Zelo težko je bilo sintetizirati tudi le malo večje molekule, tako da še vedno ostajajo »sanje mnogih organskih in polimernih kemikov.«:1030
Izračuni ab initio naprej kažejo, da je grafenska ploščica termodinamično nestabilna glede na druge fulerenske strukture, če je njena velikost manj kot približno 20 nm - »grafen je najmanj stabilna struktura do približno 6000 atomov« - in postane najstabilnejša, kot npr. znotraj grafita, le pri velikostih večjih od 24.000 ogljikovih atomov.:227 Ravna grafenska ploščica je nestabilna tudi glede na zvijanje, npr. na gubanje, kar je njeno najnižje energijsko stanje.:881
Nedavno so predlagali tudi definicijo »izoliranega ali prostostoječega grafena«: »grafen je enoatomska ravnina grafita, ki je, kar je najbolj pomembno, dovolj izolirana od svoje okolice, da jo lahko imamo za prostostoječo.«:1530 Ta definicija je ožja od zgornje in se nanaša na cepljive, prenesene in prekinjene grafenske enojne plasti.
Druge oblike grafenov, kot so grafeni, ki rastejo na različnih kovinah, lahko tudi postanejo prostostoječe, če so na primer, prekinjene ali prenesene na silicijev dioksid (SiO2).
Nov primer izoliranega grafena je grafen na silicijevem karbidu (SiC) po svoji pasivaciji z vodikom.:246804

## Pojavitev in izdelava
Grafen je dejansko izolirana atomska ravnina grafita. S tega stališča je bil grafen znan od izuma rentgenske kristalografije. Grafenske ravnine so še bolje ločevali v vrinjenih grafitnih spojinah. Leta 2004 so fiziki na Univerzi v Manchestru in Inštitutu za mikroelektronsko tehnologijo v Černogolovki prvi izolirali posamezne grafitne ravnine s pomočljo lepilnega traku. Izmerili so tudi elektronske značilnosti dobljenih tankih plasti in prikazali njihove edinstvene značilnosti.:666 Leta 2005 je ista manchestrska Geimova skupina skupaj s skupino Philipa Kima z Univerze Columbia pokazala, da so kvazidelci v grafenu brezmasni Diracovi fermioni. Ta odkritja so vodila do izbruha zanimanja za grafene.
Od tedaj se je s tem področjem začelo ukvarjati več sto raziskovalcev, kar je povzročilo obsežno iskanje ustreznih predhodnih člankov. Manchestrski raziskovalci so objavili prvi pregled literature. Navedli so več člankov o grafenih ali ultratankih grafitnih plasteh, ki so jih epitaksno vzgojili na različnih substratih. Poudarili so tudi več poročil pred letom 2004, ki so opisovala raziskovanja vrinjenih grafitnih spojin s presevnim elektronskim mikroskopom (TEM). Z zadnjo tehniko so raziskovalci občasno opazovali izredno tanke grafitne plasti (»nekajplastni grafen« in morda tudi posamezne plasti). Zgodnje podrobno raziskovanje nekajplastnih grafenov so izvedli leta 1962. Prva sta objavila slike nekajplastnega grafena s TEM G. Ruess in F. Vogt leta 1948. Leta 1859 je B. C. Brodie poznal zelo lamelasto strukturo toplotno omejenega grafitovega oksida. Podrobno sta raziskovala grafitov oksid V. Kohlschütter in P. Haenni leta 1918. Opisala sta tudi značilnosti grafitov-oksidnega papirja.

## Lastnosti in uporaba
Grafen je material z visoko stopnjo trdnosti, istočasno z veliko gibkostjo ter zelo veliko električno prevodnostjo.
To mu daje veliko uporabno vrednost v elektronski industriji, kot sestavni del elektronskih komponent, pri razvoju nosilnih elementov za organske prikazovalnike ter pri razvoju gibkih mobilnih telefonov, kakor tudi pri razvoju modernih letal. 

## Raziskave
Raziskave uporabne vrednosti grafena potekajo po celem svetu, med drugim na univerzah v Cambridgu, Bologni ter tudi na univerzi v Novi Gorici, v okviru Laboratorija za fiziko organskih snovi, kakor tudi na številnih evropskih institutih kot so Inštitut Max Planck v Nemčiji. Med pomembnejšimi evropskimi raziskovalnimi projekti je program EUROGRAFEN  .